# Fecht- und Sportgemeinschaft Ruhr Wattenscheid
Die Fecht- und Sportgemeinschaft Ruhr Wattenscheid e.V. ist ein Sportverein aus Bochum mit Abteilungen für Fechten, Gymnastik und Friesenkampf. Die FSG/RW ist Mitglied des Westfälischen Fechter-Bundes (WFB) und des Westfälischen Turnerbundes (WTB).

## Vereinsgeschichte
Die FSG/RW blickt auf eine mehr als 60-jährige Fechttradition zurück und ist einer der ältesten Fechtvereine in Bochum. Siegfried Jedanietz war der erste Vorfechter in Wattenscheid nach dem Kriege. Im selben Zeitraum erhielten die Eheleute Fred und Edelgard Krüger ihre Fechtausbildung beim VfL Bochum 1848 und baten 1959 beim TV Kronenburg um Aufnahme. Die Fechtabteilung des TV Kronenburg war bis 1969 Mitglied im Westfälischen Fechter-Bund (WFB).
Im Fechter-Rundbrief des WFB vom 3. März 1969 wurde folgende Mitteilung veröffentlicht: „Die Fechtabteilung TV Kronenburg und die Sportgemeinschaft Weitmar haben sich zu einem selbstständigen Verein zusammengeschlossen. Der neue Verein trägt den Namen 'Fecht- und Sportgemeinschaft Ruhr'.“ Später wurde noch „Wattenscheid“ im Vereinsnamen ergänzt.
National wie international ist der Verein als Ausrichter wichtiger Turniere bekannt. Von 1984 bis 2009 hat der Verein jährlich ein FIE-Junioren-Weltcup-Turnier (Stadtwerke-Pokal) in Bochum ausgetragen. In der Siegerliste finden sich spätere Top-Athleten wie 1985 und 1987 Anja Fichtel, 1989 Nicola Hein, 1990 Simone Bauer, 2005 Roxanne Merkl, Anastassija Iwanowa, oder 1986 die spätere dreimalige Olympiateilnehmerin (1988), (1992), (1996) und zweifache Goldmedaillengewinnerin Francesca Bortolozzi sowie die Olympia Bronzemedaillengewinnerin London 2012 und erfolgreichste Fechterin aller Zeiten Valentina Vezzali. 2009 wurde der 1. Vorsitzende Heinz Fischer anlässlich des 25. Turnieres mit der Ehrenmedaille der Fédération Internationale d’Escrime (FIE) ausgezeichnet. Eine fast ebenso lange Tradition hat das Degenturnier in Bochum um den Martin-Zimmermann-Pokal, das als ältestes Damendegen-Turnier in Deutschland gelten darf.

### Bekannte Sportler und Trainer
- Margit Budde (Florett), bis 2012 Vize-Präsidentin des Deutschen Fechter-Bundes (DFB)[1] und Kommissionsmitglied „wheelchair fencing“ des Europäischen Fecht-Verbandes (EFC/CEE)[2]
- Nicola Hein (Florett), Junioren-Weltcup-Turnier Gewinnerin 1989, Bundeskaderfechterin des DFB und der Deutschen Sporthilfe 1986–1995, ehem. Trainerin der FSG/RW, heute Heilpraktikerin und med. Betreuerin am Olympiastützpunkt Köln/Bonn/Leverkusen[3]
- Volker Redeker (Degen), Mitglied der deutschen Nationalmannschaft bei der Junioren-Weltmeisterschaft 1970, Minsk UdSSR
- Daniel Pietscher (Florett), heute Berufssoldat und DFB-Kampfrichter (B-Lizenz, international), Kampfrichter Paralympics London 2012[4]

## AbteilungSportfechten

### Geschichte
Die Fechtabteilung der FSG/RW besteht seit Gründung des Vereins im Jahre 1959. Friedhelm Austen, einer der Schüler des ersten Fechttrainers Siegfried Jedanietz, war lange Jahre in der sogenannten „westfälischen Sonderklasse“ im Florett- und Degenfechten, wurde 1961 Einzel-Westfalenmeister im Degen (als Mitglied des TV Kronenburg). Gleichzeitig wurde Friedhelm Austen mit Fred Krüger, Karl-Heinz Weisser und Günter Sekulla 1961 westfälischer Mannschafts-Meister im Degen. Cheftrainer ist Peter Marduchajew, mehrfacher Europameister Florett in der Altersgruppe M40+. Gefochten wird mit den Waffen Florett und Degen.

### Turniere
Der Verein ist national wie international Ausrichter folgender Turniere:
- FIE Junioren Weltcup Turnier (Stadtwerke-Pokal), Damen-Florett Junioren (2013 = 27. Jahr)
- Martin-Zimmermann-Pokal, Damen-Degen Aktive (ältestes Damendegenturnier Deutschlands, 1981–2007 = 26 Jahre)[5]
- Gertrudis-Turnier, Nachwuchsturnier Florett und Degen (2013 = 21. Jahr)
- Deutsche Meisterschaft 2010, Damen-Degen Junioren[6]

### Trainer
Peter Marduchajew

#### Erfolge
Peter Marduchajew ist international das erfolgreichste Mitglied des Vereins. Als aktiver Fechter (Mitglied der sowjetischen Nationalmannschaft) nahm er an vier Weltmeisterschaften teil und war vierfacher nationaler Meister (Florett) der UdSSR. Heute ficht er erfolgreich in der deutschen Senioren-Nationalmannschaft.

#### Als aktiver Fechter
Leistungskader, Mitglied des Olympiateams der UdSSR
- vierfacher Teilnehmer – Fecht-Weltmeisterschaft, Waffe: Herrenflorett (HFL)[7]
- Gold – Sowjetische Meisterschaft, Waffe: HFL

#### Als Veteranen-Fechter
- Gold – Veteranen Europameisterschaft 2009, Balatonfüred (HUN) Einzel, Waffe: HFL[8]
- Gold – Veteranen Europameisterschaft 2007, St. Gallen (CH) Einzel, Waffe: HFL
- Silber – Veteranen Europameisterschaft 2010, Skopje (MK) Mannschaft, Waffe: HFL[9]
- Gold – Deutsche Meisterschaft (2004, 2006, 2008, 2010), Einzel, Waffe: HFL
- Silber – Deutsche Meisterschaft (2011), Einzel, Waffe: HFL
- Gold – Deutsche Meisterschaft (2004, 2005, 2007, 2011), Mannschaft, Waffe: HFL
- Bronze – Deutsche Meisterschaft (2008, 2009, 2010), Mannschaft, Waffe: HFL

### Nachwuchsarbeit
Die Nachwuchsarbeit nimmt einen besonderen Platz innerhalb des Fechttrainings ein. Mit Unterstützung von zwei Co-Trainern werden Kinder und Jugendliche (ab 8 Jahren) spielerisch an das Sportfechten herangeführt. Neben dem reinen sportlichen Training bietet die Fechtabteilung auch im Freizeitbereich zahlreiche Aktivitäten an.

### Vereinserfolge
Welt- und Europameisterschaften wurden bis einschließlich der Saison 1985/1986 nur in den Altersklassen „Junior“ (17-19 J.) und „Senior“ (20-39 J.) ausgetragen. Ab der Saison 1986/1987 finden Wettbewerbe in der Altersklasse „Cadets“ (15-16 J.) statt, die zuletzt eingeführten Altersklassen „Vétéran I-III“ (40-60+)komplettierten den jährlichen Turnierplan auf das heute gültige Niveau.

#### Weltmeisterschaft
- 1970 Junioren-WM, Minsk UdSSR
  - HDE, Volker Redeker (nach Verletzung im 1/4 Finale ausgeschieden).

#### Europameisterschaft
- 1970 Junioren-EM
  -  Silber Herrendegen (HDE), Volker Redeker
- 1971 Junioren-EM
  -  Gold HDE, Joachim Fischer
  -  Bronze Herrenflorett (HFL), Joachim Fischer
- 1976 Junioren-EM
  - Platz 6, HFL, Rolf Vogedes

#### Deutsche Meisterschaften
- 1970 Junioren
  -  Silber HDE, Volker Redeker
- 1972 Junioren[11]
  -  Gold HDE, Joachim Fischer[12]
- 1974 Schüler, alte Klasse III (heute A-Jugend)
  - Finalrunde, Herrensäbel (HSÄ), Dieter Sobich

#### Westfälische Landesmeisterschaften

##### Aktive
- 1969  Gold HFL, Volker Redeker
- 1971  Gold DFL, Petra Eickenbusch
- 1972  Gold DFL, Petra Eickenbusch
- 1972  Gold HDE, Joachim Fischer
- 1974  Gold DFL, Brigitte Gelking
- 1975  Gold DFL, T.Renner
- 1976  Gold DFL, L.Brinkmann
- 1977  Gold DFL, L.Brinkmann
- 1978  Gold DFL, L.Brinkmann

##### Junioren
- 1970
  -  Gold HFL + HDE, Joachim Fischer
  -  Silber HFL, Rainer Fischer

##### B-Jugend, A-Jugend
- 1971 Schüler, alte Klassen I-III (heute B-Jugend, A-Jugend)
  -  Gold HFL (alte Klasse I – <15 J.) Einzel
  -  Gold DFL (alte Klasse I – <15 J.) Einzel
  -  Silber DFL (alte Klasse II – 16 J.) Einzel
  -  Gold DFL (alte Klasse II – 16 J.) Einzel
  -  Silber DFL (alte Klasse II – 16 J.) Einzel
  -  Gold HFL (alte Klasse III – >16 J.) Einzel
  -  Gold DFL (alte Klasse III – >16 J.) Einzel

##### Schüler
- 2009/2010 Schüler
  -  Gold DDE (J) Einzel
  -  Silber DDE (J) Einzel
  -  Silber DFL (J) Einzel
  -  Bronze DFL (M) Einzel

- 2010/2011 Schüler
  -  Gold DDE (M) Einzel
  -  Silber DDE (M) Einzel
  -  Bronze DFL (M) Einzel

- 2011/2012 Schüler
  -  Gold HFL (J) Einzel
  -  Bronze DFL (Ä) Einzel

## Abteilung Gymnastik
Trainerin der Gymnastikabteilung ist Manuela Schalla.

## Abteilung Friesenkampf
Friesenkampf hat in der FSG/RW eine lange Tradition und geht auf das Engagement des Vereinsgründungsmitglieds und langjährigen 1. Vorsitzenden Fred Krüger zurück. Krüger war nicht nur Fechtmeister, sondern auch begeisterter Sportschütze. In den 1970er und 1980er Jahren stellte der Verein auf zahlreichen Mehrkampfturnieren große und erfolgreiche Mannschaften. Mitte der 1990er Jahre kamen die Aktivitäten der Abteilung fast zum Erliegen. Seit 2009 ist sie wieder aktiv und nimmt erfolgreich an Wettkämpfen auf Gau-, Landes- und Bundesebene teil. Die Abteilung hat eine wechselseitige Trainingskooperation mit dem FKFC Friesenkampf Fechtclub D’Artagnan, Bochum.

### Erfolge

#### NRW-Mehrkampf-Landesmeisterschaften
- 2010 JM (W10–11)
  -  Gold
  -  Silber
- 2010 JM (W14–15)
  -  Silber
- 2010 JM (M12–13)
  -  Silber
- 2011 JD (W16–19)
  -  Gold, Lynn-Sophie Wenke
- 2011 JM (W10–11)
  -  Gold
  -  Silber
- 2012 JM (W12–13)
  -  Gold

#### Deutsche Mehrkampfmeisterschaften
- 2010 JD (W16–19)
  - Platz 9

- 2011 JD (W16–19)
  -  Bronze – DMKM 17./18. September, Einbeck

- 2012 JD (W16–19)
  -  Silber – DMKM 15./16. September, Einbeck